# هانوا تکوین
هانوا تکوین (انگلیسی: Hanwha Techwin) شرکت خدمات امنیتی کره‌ای است، که در سال ۱۹۷۷ تأسیس شد.